# Боровик-Романова, Татьяна Фёдоровна
Татья́на Фёдоровна Борови́к-Рома́нова (1896—1981) — советский физик, химик, биохимик, специалист в области спектроскопии.

## Биография
Родилась 10 января 1896 года в Томске.
В 1918 году окончила Петроградский женский педагогический институт и Петроградский университет (экстерном) по специальности «физика».
До 1926 г. работала лаборантом Института инженеров путей сообщения. В 1926—1935 годах преподавала физику в технологическом, лесном и политехническом институтах.
С 1933 года научный сотрудник Биогеохимической лаборатории (Биогел) АН СССР (с 1935 г. в Москве). В 1947 г. лаборатория преобразована в Институт геохимии и аналитической химии им. В. И. Вернадского АН СССР (ГЕОХИ АН СССР).
Кандидат химических наук (1943, тема диссертации «Рубидий в биосфере»).
В 1946—1970 годах старший научный сотрудник, в 1950—1953 годах заведующая спектральной лабораторией ГЕОХИ АН СССР. Участница советского атомного проекта. Разработчица новых методов спектрального анализа для определения редких щелочных элементов.
Похоронена на Даниловском кладбище.

## Сочинения
- Боровик-Романова Т. Ф., Фарафонов М. М., Грибовская И. Ф. Спектральное определение микроэлементов в растениях и почвах. — М.: Наука, 1973. — 111 с. — черт. 21 см
- Боровик-Романова Т. Ф. Спектрально-аналитическое определение щелочных и щелочноземельных элементов (в водах, растениях, почвах и породах). — М.: Изд-во АН СССР, 1956. — 184 с., 4 л. ил., черт. 20 см
- Боровик-Романова Т. Ф., Фарафонов М. М. Спектральный метод определения калия, натрия и лития в металлическом рубидие. — М., 1955. — 32 с.
- Боровик-Романова Т. Ф., Беляев Ю. И., Савинова Е. Н., Куценко Ю. И., Павленко Л. И., Фарафонов М. М. Спектральное определение редких и рассеянных элементов. — Изд. АН СССР, 1962. — 240 с.

## Награды и премии
Награждена орденами Ленина (1953), Трудового Красного Знамени (1956), медалями "За доблестный труд в Великой Отечественной войне 1941—1945 г.г.», «В память 800-летия Москвы» (1950), «За трудовое отличие» (1951), «За трудовую доблесть» (1954).

## Семья
Муж — Станислав Антонович Боровик (1882—1958) — физик, специалист в области спектроскопии, профессор (1935).
Сыновья:
- Боровик-Романов, Виктор-Андрей Станиславович, академик АН СССР.
- Боровик-Романов, Евгений Станиславович, академик АН Украинской ССР (1961).